# Campionati mondiali di judo 2010
I Campionati mondiali di judo 2010 si sono svolti al Yoyogi National Gymnasium di Tokyo (Giappone) dal 9 al 13 settembre 2010. I mondiali nella capitale nipponica cadono nel 150º anniversario dalla nascita di Kanō Jigorō. Alla competizione mondiale hanno partecipato 848 concorrenti (541 uomini e 307 donne) registrati da 111 paesi. La nazione regina della manifestazione è il Giappone che ha collezionato 23 medaglie, 10 d'oro, 4 d'argento e 9 di bronzo.

## Calendario
| Data         | Orario | categoria           |
| ------------ | ------ | ------------------- |
| 9 settembre  | 17:00  | Uomini +100 kg      |
| 9 settembre  | 17:00  | Uomini -100 kg      |
| 9 settembre  | 17:00  | Donne +78 kg        |
| 9 settembre  | 17:00  | Donne -78 kg        |
| 10 settembre | 17:00  | Uomini -90 kg       |
| 10 settembre | 17:00  | Uomini -81 kg       |
| 10 settembre | 17:00  | Donne -70 kg        |
| 11 settembre | 17:00  | Uomini -73 kg       |
| 11 settembre | 17:00  | Donne -63 kg        |
| 11 settembre | 17:00  | Donne -57 kg        |
| 12 settembre | 17:00  | Uomini -66 kg       |
| 12 settembre | 17:00  | Uomini -60 kg       |
| 12 settembre | 17:00  | Donne -52 kg        |
| 12 settembre | 17:00  | Donne -48 kg        |
| 13 settembre | 17:00  | Open Uomini & Donne |

## Risultati

### Uomini
| Evento        | Oro              | Argento           | Bronzo                                  |
| fino a 60 kg  | Rishod Sobirov   | Georgii Zantarai  | Arsen Galstyan Hiroaki Hiraoka          |
| fino a 66 kg  | Junpei Morishita | Leandro Cunha     | Khashbaataryn Tsagaanbaatar Loic Korval |
| fino a 73 kg  | Hiroyuki Akimoto | Dex Elmont        | Wang Ki-Chun Yasuhiro Awano             |
| fino a 81 kg  | Kim Jae-Bum      | Leandro Guilheiro | Masahiro Takamatsu Euan Burton          |
| fino a 90 kg  | Īlias Īliadīs    | Daiki Nishiyama   | Elxan Məmmədov Kirill Denisov           |
| fino a 100 kg | Takamasa Anai    | Henk Grol         | Oreidis Despaigne Thierry Fabre         |
| oltre 100 kg  | Teddy Riner      | Andreas Tölzer    | Matthieu Bataille Islam El Shehaby      |
| Open          | Daiki Kamikawa   | Teddy Riner       | Keiji Suzuki Hiroki Tachiyama           |

### Donne
| Evento       | Oro             | Argento         | Bronzo                                   |
| fino a 48 kg | Haruna Asami    | Tomoko Fukumi   | Alina Dumitru Sarah Menezes              |
| fino a 52 kg | Yuka Nishida    | Misato Nakamura | Natalija Kuzyutina Mönkhbaataryn Bundmaa |
| fino a 57 kg | Kaori Matsumoto | Telma Monteiro  | Sabrina Filzmoser Ioulietta Boukouvala   |
| fino a 63 kg | Yoshie Ueno     | Miki Tanaka     | Yaritza Abel Ramila Yusubova             |
| fino a 70 kg | Lucie Décosse   | Anett Meszaros  | Yoriko Kunihara Rasa Sraka               |
| fino a 78 kg | Kayla Harrison  | Mayra Aguiar    | Akari Ogata Yang Xiuli                   |
| oltre 78 kg  | Mika Sugimoto   | Qin Qian        | Idalys Ortiz Maki Tsukada                |
| Open         | Mika Sugimoto   | Qin Qian        | Tea Donguzashvili Megumi Tachimoto       |

## Medagliere
| Posizione | Paese         | Oro | Argento | Bronzo | Totale |
| --------- | ------------- | --- | ------- | ------ | ------ |
| 1         | Giappone      | 10  | 4       | 9      | 23     |
| 2         | Francia       | 2   | 1       | 3      | 6      |
| 3         | Grecia        | 1   | 0       | 1      | 2      |
| 3         | Corea del Sud | 1   | 0       | 1      | 2      |
| 5         | Stati Uniti   | 1   | 0       | 0      | 1      |
| 5         | Uzbekistan    | 1   | 0       | 0      | 1      |
| 7         | Brasile       | 0   | 3       | 1      | 4      |
| 8         | Cina          | 0   | 2       | 1      | 3      |
| 9         | Paesi Bassi   | 0   | 2       | 0      | 2      |
| 10        | Germania      | 0   | 1       | 0      | 1      |
| 10        | Ungheria      | 0   | 1       | 0      | 1      |
| 10        | Portogallo    | 0   | 1       | 0      | 1      |
| 10        | Ucraina       | 0   | 1       | 0      | 1      |
| 14        | Russia        | 0   | 0       | 4      | 4      |
| 15        | Cuba          | 0   | 0       | 3      | 3      |
| 16        | Azerbaigian   | 0   | 0       | 2      | 2      |
| 16        | Mongolia      | 0   | 0       | 2      | 2      |
| 18        | Austria       | 0   | 0       | 1      | 1      |
| 18        | Egitto        | 0   | 0       | 1      | 1      |
| 18        | Romania       | 0   | 0       | 1      | 1      |
| 18        | Slovenia      | 0   | 0       | 1      | 1      |
| 18        | Regno Unito   | 0   | 0       | 1      | 1      |
| Totale    | Totale        | 16  | 16      | 32     | 64     |